# Odaray Mountain
Odaray Mountain är ett berg i Kanada.   Det ligger i provinsen British Columbia, i den centrala delen av landet, 3 000 km väster om huvudstaden Ottawa. Toppen på Odaray Mountain är 3 113 meter över havet, eller 604 meter över den omgivande terrängen. Bredden vid basen är 2,9 km. Odaray Mountain ingår i Bow Range.
Terrängen runt Odaray Mountain är huvudsakligen bergig, men den allra närmaste omgivningen är kuperad.Trakten runt Odaray Mountain är nära nog obefolkad, med mindre än två invånare per kvadratkilometer.. Närmaste större samhälle är Lake Louise, 15,9 km nordost om Odaray Mountain. 
I omgivningarna runt Odaray Mountain växer i huvudsak barrskog.